# Cappella di Notre-Dame du Haut
Notre-Dame du Haut è una cappella situata a Ronchamp, presso Belfort in Francia realizzata dall'architetto Le Corbusier secondo i canoni dell'architettura brutalista (cfr. anche razionalismo). È considerata uno dei più celebri esempi di moderna architettura religiosa anche se controverso.
Progettata a partire dal 1950, la prima pietra venne posata il 4 aprile 1954 e la chiesa fu ultimata il 20 giugno 1955, benedetta il 25 giugno 1955, e consacrata l'11 settembre 2005.

## Descrizione
La costruzione, situata sulla sommità di una montagna, è in calcestruzzo armato. È costituita da un'unica navata di forma irregolare. Nei lati della navata sono ricavate tre piccole cappelle indipendenti che terminano in tre campanili di forma semi cilindrica. La copertura della chiesa è realizzata con una gettata di calcestruzzo modellata come se si trattasse di una grande vela rovesciata.

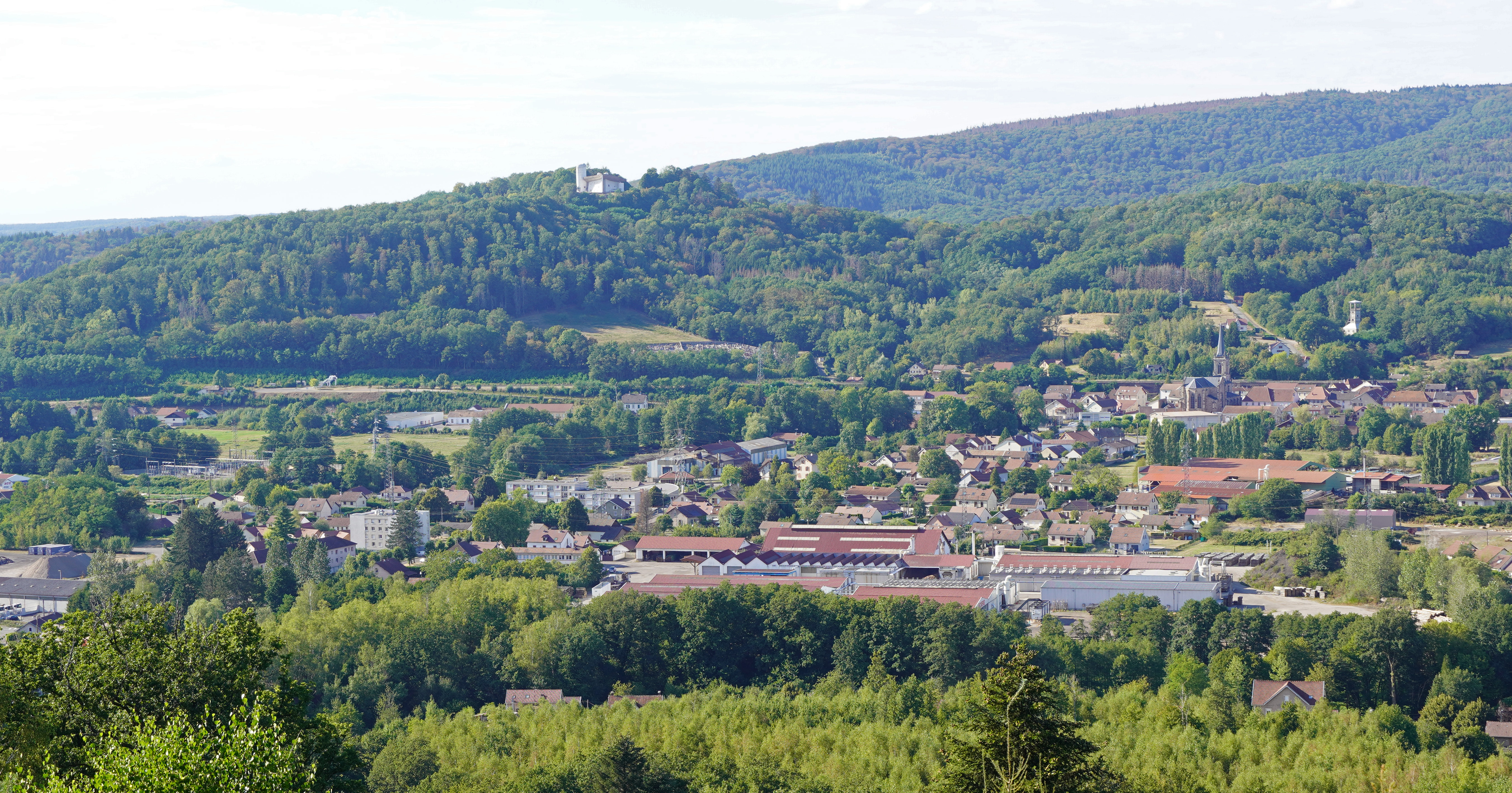
La cittadina di Ronchamp

Per aumentare il senso di leggerezza dell'insieme la copertura non appoggia direttamente sulle pareti, bensì su corti pilastrini affogati nella muratura delle medesime. In questo modo, osservando il soffitto dall'interno, si percepisce una lama di luce che penetra tra i muri e la vela in calcestruzzo, come se essa potesse quasi volar via da un momento all'altro.
La luce entra inoltre da decine di aperture delle più varie forme. Feritoie, finestre, vetrate e frangisole che determinano suggestivi effetti di luce valorizzati dal contrasto tra il bianco dell'intonaco ed il grigio sporco del cemento. Ardito ed interessante l'accostamento, proposto da Pierre Guéguen tra queste feritoie ed i tagli che Lucio Fontana iniziò a praticare pochi anni dopo nelle sue tele: "Rencontre de luminaristes en des arts differents". La chiesa è stata concepita per essere utilizzata anche all'esterno, dove, sotto l'ampio tetto, si trovano un altare e un pulpito. La costruzione può ospitare circa 200 persone.
"Ho voluto creare un luogo di silenzio, di preghiera, di pace, di gioia interiore", disse Le Corbusier, il giorno dell'inaugurazione.